# Cidade Alta de Porto Seguro
A Cidade Alta de Porto Seguro é um conjunto arquitetônico e paisagístico brasileiro situado no município de Porto Seguro, estado da Bahia, e tombado pelo Instituto do Patrimônio Histórico e Artístico Nacional (IPHAN) em 1968, através do processo de número 800. Porto Seguro foi transformado em Monumento Nacional em 1973, sendo considerado o local de desembarque da expedição portuguesa no ano de 1500, incluindo o Monte Pascoal, considerado o primeiro ponto a ser avistado da costa brasileira.

## História
A região do município de Porto Seguro, no extremo sul da Bahia, com sede na margem esquerda da desembocadura do rio Buranhém, era ocupada pelo povo indígena tupiniquim. Em torno de 1503, padres franciscanos iniciaram a construção da primeira igreja do Brasil, no Outeiro da Glória, da qual já não há vestígios. Surge assim a primeira Aldeia de Santa Cruz, transferida em 1534 para a região da atual da cidade de Santa Cruz Cabrália.
Já em 1526, Cristóvão Jacques fundou uma feitoria onde se situa o município atualmente. Na mesma localidade, em 1532 foi criada a Vila de Porto Seguro, na foz do rio Buranhém. A partir de 1534, também foram fundadas aldeias ou vilas de catequese indígena na região. Em 1553 os indígenas Aimoré incendiaram a vila. Com o fim do sistema de capitanias hereditárias e a criação de um Governo Geral, a capitania de Porto Seguro foi incorporada à Coroa Portuguesa em 1761 e em 1795 foi criado o distrito de Porto Seguro. Muitas das construções hoje tombadas foram feitas nesse período após a incorporação. Em 1891, Porto Seguro foi elevada à categoria de cidade e, em meados do século XX, passou a ser um importante centro turístico.
Foi tombado pelo IPHAN em 1968, recebendo tombo histórico e tombo arqueológico, etnográfico e paisagístico (Inscrições 45/1968 e 414/1974).

## Arquitetura
A cidade foi construída em dois andares, uma tradição portuguesa, com dois núcleos razoavelmente afastados com funções diferenciadas. No caso de Porto Seguro, a cidade alta e o porto distavam 2 quilômetros entre si. Na cidade alta ficavam as funções administrativas e as habitações mais abastadas, e a cidade baixa se desenvolveu a partir da Pontinha, lugar de transposição do rio. Existem ainda outras localidades com tipologias distintas como Ajuda, Trancoso, Vale Verde e Caraíva, que foram vilas de catequese indígena.
Na cidade alta, considerada Zona de Valor Urbano, não são permitidas alterações nas características arquitetônicas. Na cidade baixa foram mantidos arruamentos coloniais originais e o casario manteve as características básicas de fachada e cobertura originais. Os dois núcleos encontram-se ligados por ladeiras e escadarias, tendo uma escarpa com vegetação densa, classificada como Zona de Valor Paisagístico, que separa os dois níveis.

## Marco do Descobrimento

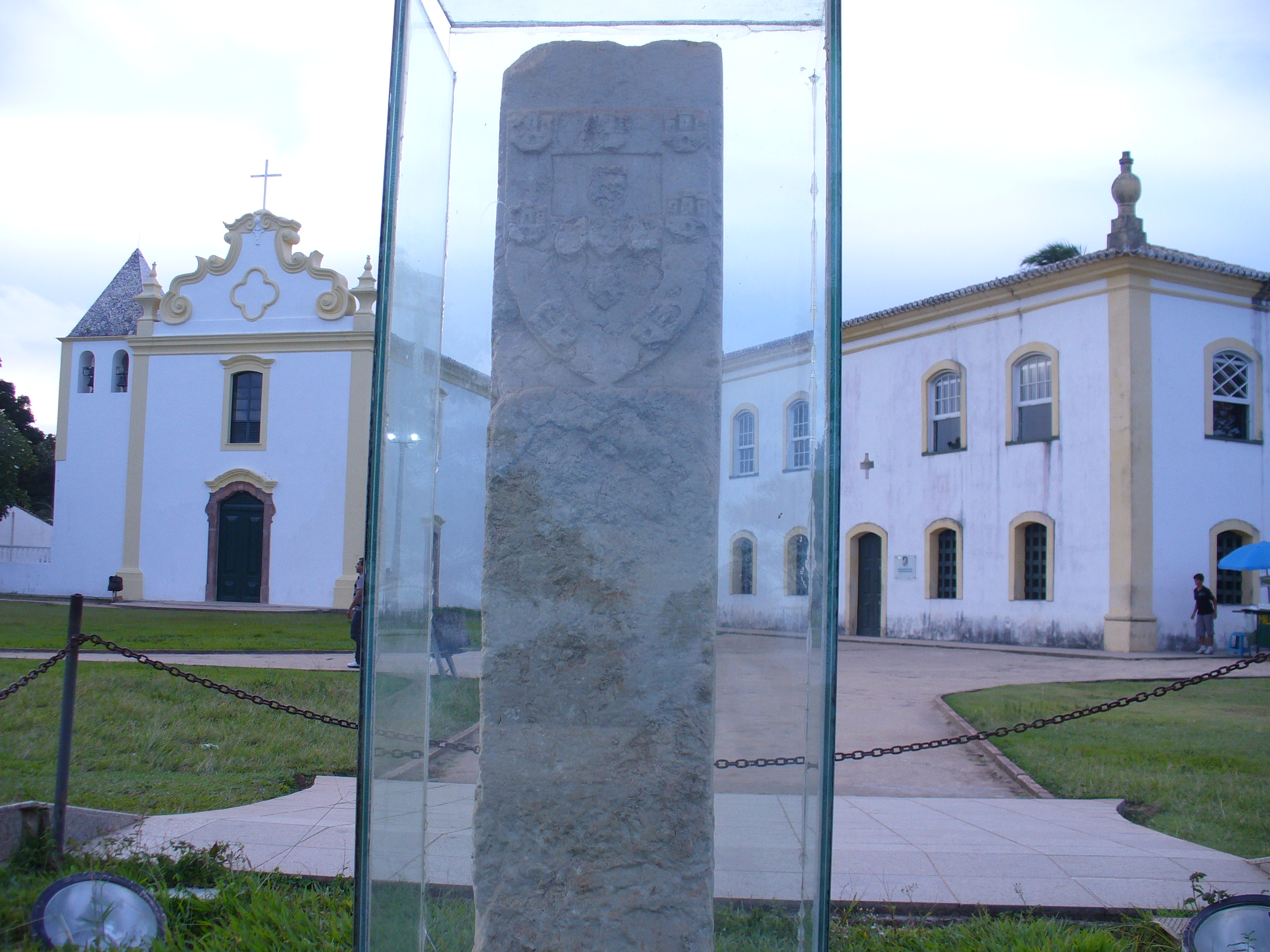
O marco com a igreja e a antiga cadeia ao fundo

As expedições portuguesas costumavam carregar marcos, ou "padrões", utilizados para demarcar a posse de novos territórios conquistados. O marco exposto hoje na atual Cidade Histórica é atribuído a Duarte Coelho, que instalou diversos marcos a partir de 1503. O marco é constituído por um lancil de pedra lioz, com secção retangular e altura de, aproximadamente 1,50 m. Estão esculpidas as Armas de Portugal e a Cruz de Cristo, símbolo da Ordem de mesmo nome. Atualmente, o Marco encontra-se sobre uma plataforma, ligeiramente elevada para distingui-lo no horizonte, envolvido por uma redoma de vidro, com quatro rampas de acesso, cujo desenho alude à Cruz de Malta.